# UCI Africa Tour 2006-2007
El UCI Africa Tour 2006-2007 fue la tercera edición del calendario ciclístico internacional africano. Contó con 16 carreras todas de categoría .2 (última del profesionalismo), más las carreras en ruta y contrarreloj del Campeonato Africano de Ciclismo. Se inició el 6 de octubre de 2006 en Camerún, con el Gran Premio de Chantal Biya y finalizó el 16 de septiembre de 2007 en Sudáfrica con la Powerade Dome 2 Dome.
El ganador a nivel individual fue el tunecino Hassen Ben Nasser, por equipos triunfó el Barloworld, mientras que por países, Sudáfrica logró por tercer año consecutivo el triunfo. Por primera vez hubo una clasificación para ciclistas menores de 23 años y en ella también triunfo Sudáfrica

## Calendario
Contó con las siguientes pruebas, tanto por etapas como de un día.

### Octubre 2006
| Fecha   | Carrera                     | Cat. | Ganador           | Equipo del ganador |
| ------- | --------------------------- | ---- | ----------------- | ------------------ |
| 6 al 8  | Gran Premio de Chantal Biya | 2.2  | Flaubert Douanla  |                    |
| 25 al 5 | Tour de Faso                | 2.2  | David Verdonck    |                    |
| 30 al 6 | Tour des Aéroports          | 2.2  | Hassen Ben Nasser |                    |

### Noviembre 2006
| Fecha    | Carrera                          | Cat. | Ganador       | Equipo del ganador     |
| -------- | -------------------------------- | ---- | ------------- | ---------------------- |
| 10       | Campeonato Africano Contrarreloj | CC   | Robert Hunter | Selección de Sudáfrica |
| 12       | Campeonato Africano en Ruta      | CC   | Darren Lill   | Selección de Sudáfrica |
| 17 al 26 | Vuelta a Marruecos               | 2.2  | Ján Šipeky    | Dukla Trencin          |

### Enero 2007
| Fecha    | Carrera                | Cat. | Ganador          | Equipo del ganador |
| -------- | ---------------------- | ---- | ---------------- | ------------------ |
| 16 al 21 | Tropicale Amissa Bongo | 2.2  | Frédéric Guesdon | FDJ                |

### Febrero 2007
| Fecha    | Carrera                        | Cat. | Ganador          | Equipo del ganador |
| -------- | ------------------------------ | ---- | ---------------- | ------------------ |
| 8 al 14  | Tour de Egipto                 | 2.2  | Waylon Woolcock  |                    |
| 16       | Gran Premio de Sharm el-Sheikh | 1.2  | Ján Šipeky       |                    |
| 24 al 10 | Tour de Camerún                | 2.2  | Flavien Chipault |                    |

### Marzo 2007
| Fecha    | Carrera       | Cat. | Ganador            | Equipo del ganador |
| -------- | ------------- | ---- | ------------------ | ------------------ |
| 6 al 11  | Giro del Capo | 2.2  | Alexander Efimkin  | Barloworld         |
| 17 al 23 | Tour de Libia | 2.2  | Ahmed Mohammed Ali |                    |

### Abril 2007
| Fecha   | Carrera                              | Cat. | Ganador           | Equipo del ganador |
| ------- | ------------------------------------ | ---- | ----------------- | ------------------ |
| 8       | Gran Premio de la Villa de Tunis     | 1.2  | Ahmed M'Raihi     |                    |
| 28 al 5 | Tour de la Farmacia Central de Túnez | 2.2  | Hassen Ben Nasser |                    |

### Mayo 2007
| Fecha    | Carrera         | Cat. | Ganador        | Equipo del ganador |
| -------- | --------------- | ---- | -------------- | ------------------ |
| 14 al 20 | Vuelta de Coton | 2.2  | Saidou Rouamba |                    |

### Junio 2007
| Fecha   | Carrera            | Cat. | Ganador        | Equipo del ganador |
| ------- | ------------------ | ---- | -------------- | ------------------ |
| 8 al 17 | Vuelta a Marruecos | 2.2  | Nicholas White |                    |

### Agosto 2007
| Fecha   | Carrera         | Cat. | Ganador      | Equipo del ganador |
| ------- | --------------- | ---- | ------------ | ------------------ |
| 30 al 8 | Tour de Senegal | 2.2  | Adil Jelloul |                    |

### Septiembre 2007
| Fecha | Carrera              | Cat. | Ganador     | Equipo del ganador |
| ----- | -------------------- | ---- | ----------- | ------------------ |
| 16    | Powerade Dome 2 Dome | 1.2  | Jaco Venter |                    |

## Clasificaciones

### Individual
| Posición | Ciclista           | Puntos |
| -------- | ------------------ | ------ |
| 1        | Hassen Ben Nasser  | 232    |
| 2        | Fahti Ahmed Atunsi | 168    |
| 3        | Mohamed Ali Ahmed  | 146    |
| 4        | Daniel Spence      | 141    |
| 5        | Malcolm Lange      | 136    |
| 6        | Aymen Ben Hassine  | 132    |
| 7        | Jan Sipeky         | 128    |
| 8        | Rashad Ahmed Rabie | 124    |
| 9        | David George       | 114    |
| 10       | Aymen Berini       | 112    |

### Equipos
| Posición | Equipo                     | Puntos |
| -------- | -------------------------- | ------ |
| 1        | Barloworld                 | 190    |
| 2        | Dukla Trencin              | 184    |
| 3        | Navigators Insurance       | 106    |
| 4        | Universal Caffe'-Ecopetrol | 91     |
| 5        | Team 3C-Gruppe Lamonta     | 57     |

### Países
| Posición | País      | Puntos |
| -------- | --------- | ------ |
| 1        | Sudáfrica | 1.433  |
| 2        | Túnez     | 651    |
| 3        | Libia     | 453    |
| 4        | Marruecos | 343    |
| 5        | Egipto    | 298    |

### Países sub-23
| Posición | País      | Puntos |
| -------- | --------- | ------ |
| 1        | Sudáfrica | 330    |
| 2        | Túnez     | 310    |
| 3        | Libia     | 179    |
| 4        | Egipto    | 103    |
| 5        | Marruecos | 71     |